# Alirio Díaz
Alirio Díaz (12 de novembre de 1923 - Roma, 5 de juliol de 2016) fou un guitarrista veneçolà. Deixeble d'Andrés Segovia, ha fet recitals als cinc continents i és considerat com un dels millors guitarristes del món.

## Biografia
Díaz va néixer al Caserío La Candelaria, a prop de Carora (Veneçuela) el de 12 de novembre de 1923, en el si d'una família musical, d'orígens modestos, i és el vuitè d'onze germans. Amb setze anys es trasllada a Carora on conclou els seus estudis primaris. Més tard marxa a Trujillo (Veneçuela), on aprèn a tocar el saxòfon i el clarinet, i entra a treballar a la banda municipal que dirigia Laudelino Mejías, la qual cosa li permet estudiar la guitarra, i aprendre anglès i tipografia. El 1945 s'instal·la a Caracas, on estudia a l'Escola Superior de Música José Ángel Lamas, amb Raúl Borges.
El 1950 viatja a Madrid Espanya amb una beca del govern veneçolà i allà estudia al Conservatori de Madrid amb Regino Sainz de la Maza. Aquest mateix anys dona el seu primer concert de guitarra. Una any després marxa a Siena (Itàlia), on Andrés Segovia dictava un curs de guitarra. Gràcies a la seva excel·lent tècnica i dedicació en tan sols tres anys es converteix en assistent i després substitut en els cursos de guitarra del mestre Segòvia. A partir d'aquell moment va iniciar les seves activitats com a concertista per tot Europa i el món. Actualment viu entre Europa i Veneçuela, on resideix a La Candelaria i Carora.
L'ampli repertori d'Alirio Díaz comprèn des de la música barroca fins a la llatinoamericana i la contemporània. La seva tasca ha permès internacionalitzar la música de guitarra de compositors veneçolans com Vicente Emilio Sojo, Antonio Lauro i Innocent Carreño, entre d'altres.
Va rebre per part de l'OEA el Premi Interamericà de Música el 1987. Ha merescut diversos reconeixements per part del govern veneçolà, entre els quals destaquen els Doctorats Honoris Causa de la Universidad de Carabobo, Universitat Central de Veneçuela, Universitat del Zulia, Universitat Centre Occidental Lisandro Alvarado i Universitat Yacambú. En el seu nom s'ha creat el Concurs Internacional de Guitarra Alirio Díaz, que es du a terme a Veneçuela.